# Neohermenias
Neohermenias is een geslacht van vlinders van de familie bladrollers (Tortricidae), uit de onderfamilie Olethreutinae.

## Soorten
- N. angulata (Diakonoff, 1953)
- N. apertana Kuznetsov, 1988
- N. asbolandra (Meyrick, 1938)
- N. conglomerata (Diakonoff, 1953)
- N. corticina (Diakonoff, 1953)
- N. dendrosema (Diakonoff, 1953)
- N. dirupta (Diakonoff, 1953)
- N. eugena (Diakonoff, 1953)
- N. gracilis (Diakonoff, 1953)
- N. melanastraptis Diakonoff, 1969
- N. meleanocopa (Meyrick, 1912)
- N. merodelta (Diakonoff, 1953)
- N. niphobola (Diakonoff, 1953)
- N. platysphena (Diakonoff, 1953)
- N. pollostes (Diakonoff, 1953)
- N. psimythographa (Diakonoff, 1953)
- N. saxicolor (Diakonoff, 1953)
- N. scoliomelas (Diakonoff, 1953)
- N. serrula (Diakonoff, 1953)
- N. stichoceros (Meyrick, 1938)
- N. terminata (Diakonoff, 1953)
- N. textrix (Diakonoff, 1953)
- N. thalassitis (Meyrick, 1910)
- N. tristis (Diakonoff, 1953)
- N. xylogena (Diakonoff, 1953)